# Podișul Dobrogei de Sud
Podișul Dobrogei de Sud este un podiș structural a cărui altitudine absolută scade de la 200 m pe dreapta văii Casimcea, până la sub 50 m în largul culoarului transversal al văii Carasu (în prezent canalul Dunăre-Marea Neagră).
Spre sud vest, altitudinea crește ajungând la 200 m, în apropierea graniței de stat cu Bulgaria.
Podișul Dobrogei de Sud este constituit dintr-o placă groasă de calcar cohilifer sarmațian suprapusă peste calcare compacte care la rândul lor sunt deasupra depozitelor de marne.
Aspectul general este de câmpie înaltă, calcaroasă, acoperită cu depozite groase de loess, care domină prin abrupturi unitățile învecinate mai joase (valea Dunării în vest și litoralul maritim în est). 
Diferențierile fizico-geografice existente în cadrul Podișului Dobrogei de Sud au condus la stabilirea mai multor subunități:
- Valea Carasu
- Podișul Medgidiei
- Podișul Cobadin
- Podișul Oltina
- Podișul Negru Vodă
- Podișul Topraisar

Caracteristica reliefului Podișului Dobrogei de Sud o constituie rețeaua de văi ramificate care l-au fragmentat puternic. Pe marginea dinspre Dunăre, văile se termină cu limane fluviatile - Boasgic, Seimeni, Cochirleni, Baciu (Vederoasa), Limpezișul, Mârleanu, Oltina și Buceag.
Zona dunăreană este reprezentată de terasele de abraziune lacustră și fluvială săpate în marginile vestice ale podișurilor - Casimcea, Medgidia, Cobadin și Oltina.
În dreptul podișului Casimcea și podișul Medgidia, între localitățile Hârșova și Rasova, relieful are două trepte, una între 35 - 55 m și a doua între 55 - 85 m altitudine, corespunzătoare teraselor de abraziune lacustră. Aceste terase sunt tăiate de văi adânci, destul de late și cu fundul plat, puternic aluvionate. Văile sunt tributare Dunării (Crucii, Stupina, Tichilești, Tortomanu și Valea Văii).
Între Rasova și Ostrov (granița cu Bulgaria), relieful este reprezentat de o treaptă limanică de abraziune. Spre sud se pune în evidență platforma levantină, cu aspectul unei trepte bine individualizate (atât la balta Ialomiței, cât și de Podișul Oltinei).
Și în acest sector sunt numeroase depresiuni golfuri ocupate în prezent de limane fluviatile: Vederoasa, Baciu și Canaraua-Fetei, puternic meandrate (de tip canion), Cochirleni, Seimeni (foarte alungite), Buceag (cu formă oval poligonală), Mârleanu (cu formă oval alungita) și Oltina (cu formă oval circulară).